# Ernst Ammering
Ernst Bruno Ammering (* 10. Juni 1947; † 17. April 2020) war ein in Ried im Innkreis ansässiger Buchbinder, Verleger und Galerist.

## Leben und Wirken
Ammering betrieb die 1840 gegründete und nach wie vor als Familienunternehmen in Ried im Innkreis geführte Buchbinderei, war verheiratet mit Ursula und Vater von drei Kindern.
Mit seinem Unternehmen war er Spezialist für die Faksimilisierung bibliophiler Werke. U.a. hat er die Gutenberg-Bibel und die sogenannte Welfenbibel, (Genealogia Welforum, Historia Welforum) von Heinrich dem Löwen in seiner Rieder Buchbinderwerkstatt reproduziert. Er galt als einer der Besten seiner Branche und zu seinen Kunden zählt auch die Bibliothek des Vatikans.
Mit dem von ihm konstruierten Lesegerät für Schriftrollen können Faksimile historischer Schriften in Buchhandlungen und Bibliotheken dem Leser besser zugänglich gemacht werden.
Er war von 21. Oktober 1995 bis 7. Februar 2003 Obmann des Ringes Freiheitlicher Wirtschaftstreibender und fungierte mehrere Jahre als Fachgruppenvorsitzender der Buchbinderinnung (Spartenvertreter) in der oberösterreichischen Wirtschaftskammer. Zu Beginn der 2010er-Jahre wurden von der Gewerkschaft Druck, Journalismus, Papier Missstände in einem seiner Unternehmen aufgezeigt.
Ammering war ebenso wie sein Vater Ernst Wilhelm Ammering (1920–2021) Mitglied der Innviertler Künstlergilde.

## Werke (Auswahl)
- Die zweiunvierzigzeilige Gutenberg-Bibel, in: Weltkunst Hamburg, Band 64, 1994 (Einband)
- Der Einband, Schmuck und Schutz, in: Imagination, Band 7, 1992, Nr. 3, 29 bis 32
- Einledern, die große Kunst des Buchbinders, in: Imagination, Band 7, 1992, Nr. 2, 28 bis 32
- Bucheinbände, Dortmund, 1985, 245 Seiten, ISBN 978-3-88379-475-4 (= Die bibliophilen Taschenbücher, Band 475)
- Gullivers Reisen, in: Die große Erzähler-Bibliothek der Weltliteratur, Dortmund 1984 (Buchgestaltung), ISBN 978-3-88379-803-5
- Bucheinbände, Zur Ausstellung in der Galerie Stubhann, 12 Seiten, Salzburg, 1971

## Galerie Ammering
Die 1978 gegründete und von Ammering gemeinsam mit seiner Frau Ursula geführte Galerie Ammering am Roßmarkt in Ried im Innkreis ist Ausstellungsort sowohl junger unbekannter als auch renommierter Künstler. Ein- oder mehrfach waren dort Werke u. a. von Ernst Balluf, Werner Berg, Anton Christian, Manfred Daringer, Paul Flora, Ernst Fuchs, Hubert Fischlhammer, Alfred Hrdlicka, Marion Kilianowitsch, Maria Moser, Hermann Nitsch, Hans Plank, Arnulf Rainer, Rainer Riepl, Karl Rössing, Hubert Schatz, August Stimpfl, Max Weiler und Jan Voss ausgestellt. Kritik gab es 1995, weil eine Ausstellungseröffnung im Umfeld eines ÖTB-Turnerfestes abgewickelt wurde.